# کاتلین ویلهویت
کاتلین ویلهویت (انگلیسی: Kathleen Wilhoite؛ زادهٔ ۲۹ ژوئن ۱۹۶۴) هنرپیشه و خواننده اهل ایالات متحده آمریکا است. از فیلم‌های او می‌توان به رنگ شب، بار کنار جاده، شن‌های روان، غرق‌شدن مونا، سلطان کالیفرنیا، عبور از دلنسی، نفوذ بد و پرستار بتی اشاره کرد.